# 馬達加斯加海鯰
馬達加斯加海鯰（学名：Arius madagascariensis）為輻鰭魚綱鯰形目海鯰科海鯰屬的其中一種，分布非洲坦尚尼亞、莫三比克及馬達加斯加西岸淡水、半鹹水水域，體長可達70公分，棲息在河川、河口區，底棲性魚類，屬肉食性，可做為食用魚。
其种加词“madagascariensis”意为“马达加斯加的”。